# Landesregierung Leopold Wagner III
Die Landesregierung Leopold Wagner III bildete die Kärntner Landesregierung in der 24. Gesetzgebungsperiode von der Angelobung der Regierung am 29. Oktober 1979 bis zur Angelobung der nachfolgenden Regierung Wagner IV am 30. Oktober 1984.
Nachdem es bei der Landtagswahl 1979 zu keinen Mandatsverschiebungen gekommen war, stellte die Sozialdemokratische Partei Österreichs (SPÖ) weiterhin vier der sieben Regierungsmitglieder, die nach dem Proporzsystem vergeben wurden. Die SPÖ entsandte weiterhin neben dem Landeshauptmann auch den Ersten Landeshauptmann-Stellvertreter und zwei Landesräte in die Regierung. Die Österreichische Volkspartei (ÖVP) stellte neben dem Zweiten Landeshauptmann-Stellvertreter auch einen Landesrat. Die Freiheitliche Partei Österreichs (FPÖ) war mit einem Landesrat in die Regierung vertreten.
Die Landesregierung Wagner III ging gegenüber der Vorgängerregierung Wagner II fast ohne personelle Veränderung in die neue Regierungsperiode. Lediglich Stefan Knafl (ÖVP) war zum Zweiten Landeshauptmann-Stellvertreter aufgestiegen, während sich sein Vorgänger in dieser Funktion, Herbert Bacher, auf das Amt eines Landesrates zurückzog. Während der Regierungsperiode schieden drei Mitglieder vorzeitig aus der Landesregierung aus. Nachdem Hans Schober (SPÖ) am 17. Dezember 1982 aus der Regierung ausgeschieden war, rückte Max Rauscher als Landesrat nach. Danach legte Mario Ferrari-Brunnenfeld am 9. Juni 1983 sein Amt nieder und ermöglichte Jörg Haider (FPÖ) den Einzug in die Landesregierung. Zur letzten Änderung kam es am 1. Juli 1983, als Herbert Bacher (ÖVP) sein Amt zurücklegte, woraufhin Hans Schumi zum neuen Landesrat gewählt wurde.

## Regierungsmitglieder
| Amt                                                     | Name                      | Partei | Referate |
| ------------------------------------------------------- | ------------------------- | ------ | -------- |
| Landeshauptmann                                         | Leopold Wagner            | SPÖ    |          |
| 1. Landeshauptmann-Stellvertreter                       | Erwin Frühbauer           | SPÖ    |          |
| 2. Landeshauptmann-Stellvertreter                       | Stefan Knafl              | ÖVP    |          |
| Landesrat                                               | Rudolf Gallob             | SPÖ    |          |
| Landesrat ab 17. Dezember 1982                          | Max Rauscher              | SPÖ    |          |
| Landesrat ab 1. Juli 1983                               | Hans Schumi               | ÖVP    |          |
| Landesrat ab 9. Juni 1983                               | Jörg Haider               | FPÖ    |          |
| Vorzeitig ausgeschiedene Mitglieder der Landesregierung |                           |        |          |
| Landesrat bis 1. Juli 1983                              | Herbert Bacher            | ÖVP    |          |
| Landesrat bis 9. Juni 1983                              | Mario Ferrari-Brunnenfeld | FPÖ    |          |
| Landesrat bis 17. Dezember 1982                         | Hans Schober              | SPÖ    |          |